# Амброзия (растение)
Амбро́зия (лат. Ambrósia) — род однолетних или многолетних трав семейства Астровые (Asteraceae). Род включает около 50 видов, распространённых главным образом в Северной Америке; как заносные растения встречаются по всему свету; карантинные сорняки.

## Название
Родовое название растения происходит из лат. ambrósia от др.-греч. ἀμβροσία — амброзия, мифологического названия пищи богов, а также душистой мази, которой натирались греческие боги. Это же название применялось древними и для обозначения различных других растений.
Использовалась как бальзамирующее средство.

## Ботаническое описание
Растение от светло до тёмно-зелёного цвета. Амброзия достигает высоты 20—180 см, иногда 2 м.
Корень стержневой, проникает на глубину 4 м.
Размножается амброзия только семенами. Хорошо развитые растения могут давать до 40 тысяч семян. Всхожесть имеют не только вызревшие семена, но и семена восковой и молочной спелости. Массовые всходы амброзии появляются в мае — июне. Цветение начинается в конце июля — начале августа и продолжается до октября.

## Значение амброзии как сорного растения
Амброзия быстро распространяется и сильно иссушает почву в культурных посевах, вызывая угнетение высеянных растений. Молодые побеги амброзии нужно вырывать с корнем; можно уничтожать сорняк, вытесняя его другими растениями — многолетниками или газонными травами. Эффективный способ борьбы — многоразовое выкашивание травы.

## Экологическая опасность
Пыльца амброзии вызывает поллиноз. Амброзия полыннолистная — один из наиболее опасных сорняков-аллергенов, распространение её на территории СССР началось в 1960—1970-х годах из Крыма. В начале XXI века амброзия распространилась по значительной части территории Украины и на юго-западе России.
В воздухе Москвы в конце августа с середины 2000-х годов наблюдаются пики концентрации пыльцы амброзии — от 8 до 15 пыльцевых зёрен на м3 (аллергическая реакция наступает при концентрации четырёх пыльцевых зёрен).

## Виды
По информации базы данных The Plant List (2013), род включает 51 вид:
- Ambrosia acanthicarpa Hook.
- Ambrosia acuminata (Brandegee) W.W.Payne
- Ambrosia ambrosioides (Cav.) W.W.Payne
- Ambrosia arborescens Mill.
- Ambrosia artemisiifolia L. — Амброзия полыннолистная. Растения амброзии полыннолистной хорошо переносят затопление и многократные скашивания, формируя при этом от 5 до 15 побегов.
- Ambrosia artemisioides Meyen & Walp.
- Ambrosia bidentata Michx.
- Ambrosia bryantii (Curran) Payne
- Ambrosia camphorata (Greene) W.W.Payne
- Ambrosia canescens A.Gray
- Ambrosia carduacea (Greene) W.W.Payne
- Ambrosia chamissonis (Less.) Greene
- Ambrosia cheiranthifolia A.Gray
- Ambrosia chenopodiifolia (Benth.) W.W.Payne
- Ambrosia confertiflora DC.
- Ambrosia cordifolia (A.Gray) W.W.Payne
- Ambrosia crithmifolia DC.
- Ambrosia deltoidea (Torr.) W.W.Payne
- Ambrosia dentata (Cabrera) M.O.Dillon
- Ambrosia divaricata (Brandegee) Payne
- Ambrosia diversifolia (Piper) Rydb.
- Ambrosia dumosa (A.Gray) W.W.Payne
- Ambrosia eriocentra (A.Gray) W.W.Payne
- Ambrosia flexuosa (A.Gray) W.W.Payne
- Ambrosia grayi (A.Nelson) Shinners
- Ambrosia × helenae Rouleau
- Ambrosia hispida Pursh
- Ambrosia ilicifolia (A.Gray) W.W.Payne
- Ambrosia × intergradiens W.H.Wagner
- Ambrosia johnstoniorum Henrickson
- Ambrosia linearis (Rydb.) W.W.Payne
- Ambrosia magdalenae (Brandegee) W.W.Payne
- Ambrosia maritima L. typus[1]
- Ambrosia microcephala DC.
- Ambrosia monogyra (Torr. & A.Gray) Strother & B.G.Baldwin
- Ambrosia nivea (B.L.Rob. & Fernald) W.W.Payne
- Ambrosia pannosa W.W.Payne
- Ambrosia peruviana Willd.
- Ambrosia × platyspina (Seaman) Strother & B.G.Baldwin
- Ambrosia polystachya DC.
- Ambrosia psilostachya DC. — Амброзия голоколосая, или Амброзия голометельчатая, или Амброзия многолетняя
- Ambrosia pumila (Nutt.) A.Gray
- Ambrosia salsola (Torr. & A.Gray) Strother & B.G.Baldwin
- Ambrosia scabra Hook. & Arn.
- Ambrosia tacorensis Meyen
- Ambrosia tarapacana Phil.
- Ambrosia tenuifolia Spreng.
- Ambrosia tomentosa Nutt.
- Ambrosia trifida L. — Амброзия трёхраздельная
- Ambrosia velutina O.E.Schulz
- Ambrosia villosissima Forssk.

Ещё некоторое число видовых названий этого рода имеют в The Plant List (2013) статус unresolved name, то есть относительно этих названий нельзя однозначно сказать, следует ли их использовать как названия самостоятельных видов — либо их следует свести в синонимику других таксонов.